# 東北大学大学院工学研究科・工学部
東北大学大学院工学研究科（とうほくだいがくだいがくいんこうがくけんきゅうか、英称:Graduate School of Engineering, Tohoku University）は、東北大学に設置される大学院研究科の一つである。また、東北大学工学部（とうほくだいがくこうがくぶ、英称:School of Engineering, Tohoku University）は、東北大学に設置される学部の一つである。大部分は同大青葉山キャンパスに所在する。

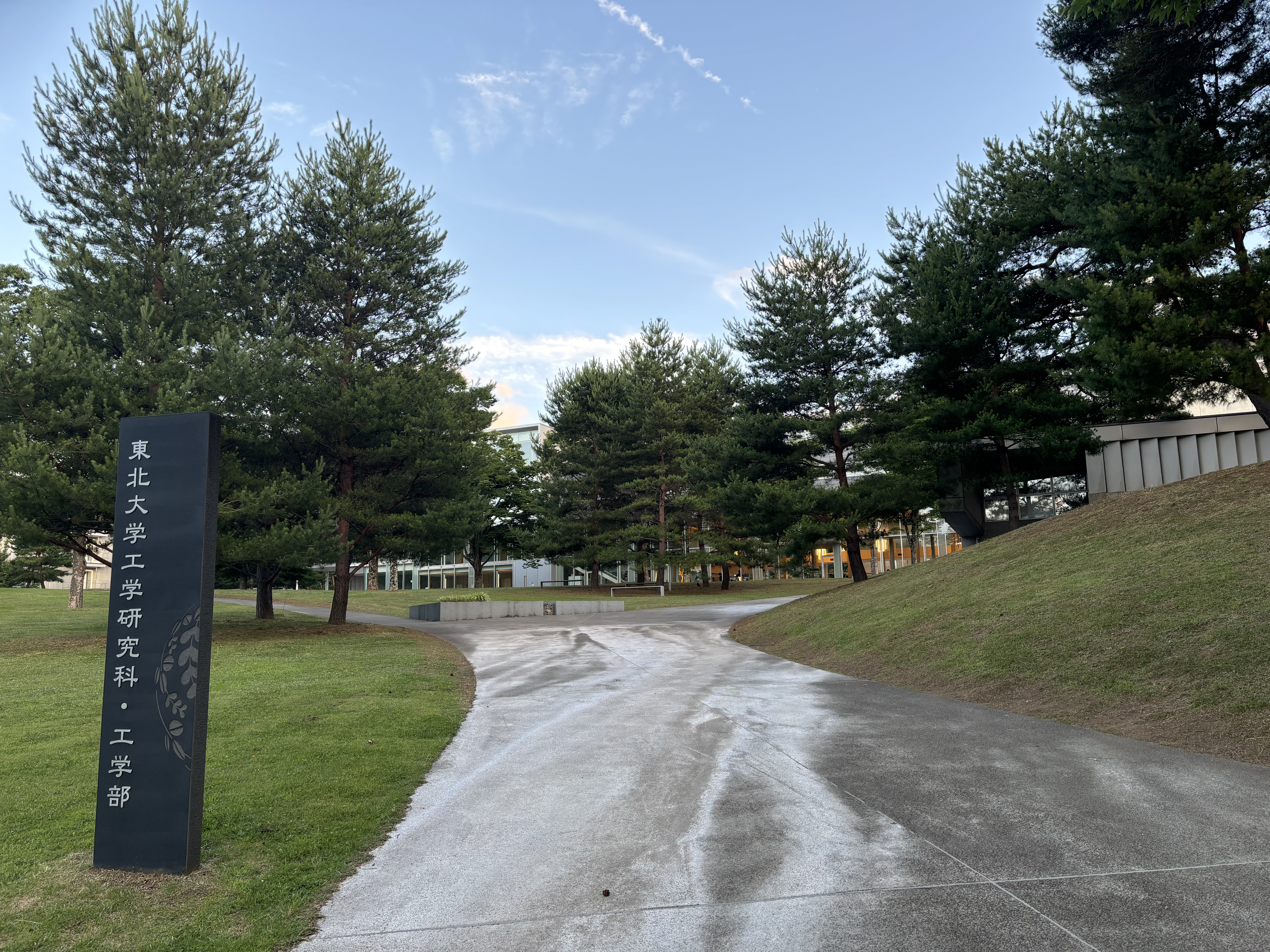
東北大学工学部センタースクエア中央棟

## 概要
1919年に東北帝国大学に工学部が設置され、1949年の学制改革時に仙台高等工業学校を吸収。1953年には大学院工学研究科を設置した。それ以外にも時代の要請に応えて逐次学科、大学院研究科、研究室を増設し、工学の諸分野を総合的に広く網羅する陣容が敷かれている。
東北大学工学部・工学研究科の特徴として、協力講座を含めて機械系:68、電気・情報系：95、金属材料系：57の研究室を擁しており、他大学の同分野に比べて数多い研究室が組織されていることが挙げられる。これは工学部・工学研究科の外に大学附置研究所として流体科学研究所、電気通信研究所、金属材料研究所が存在し、これらの研究室も合わせて一体的に研究・教育活動が行われていることによる。
機械系においては熱・流動現象に関する研究の層が厚く、
電気・情報系、金属材料系においてはこの分野で世界最大の体制を有している。
大学附置研究所との連携では他に化学・バイオ系、応用物理学専攻で多元物質科学研究所に協力講座がある。
他に土木工学専攻の津波研究は津波に関する工学的な研究として世界で唯一で、特徴的である。
工学部・工学研究科を母体として発足した組織として大学院情報科学研究科、環境科学研究科、医工学研究科とも密接な関係がある。

## 沿革
太字は現行の組織を示す。
（この節の出典

）

### 学部
- 1912年 - 仙台高等工業学校を東北帝国大学附属工学専門部に改組。
- 1917年 - 東北帝国大学理科大学に応用化学科を設置。
- 1919年 - 東北帝国大学に工学部を設置。機械工学科、電気工学科、化学工学科(応用化学科から改称)の三学科で発足。
- 1921年 - 附属工学専門部を分離して仙台高等工業学校に戻す。
- 1923年 - 金属工学科を設置。
- 1939年 - 航空学科を設置。
- 1941年 - 通信工学科を設置。
- 1944年 - 鉱山学科を設置。
- 1946年 - 工業力学科を設置。
- 1949年 - 
  - 学制改革に伴い、新制東北大学工学部発足。
  - 仙台工業専門学校を吸収。
  - 産業機械学科、応用化学科、土木工学科、建築工学科を設置。
- 1950年 - 産業機械学科を精密工学科、鉱山学科を鉱山工学科に改称。
- 1957年 - 建築工学科を建築学科に改称。
- 1958年 - 電子工学科を設置。
- 1960年 - 金属材料工学科を設置。
- 1961年 - 機械工学第二学科・化学工学科を設置。
- 1961年 - 原子核工学科を設置。
- 1963年 - 応用物理学科を設置。
- 1965年 - 金属加工学科を設置。
- 1966年 - 鉱山工学科を資源工学科に改称。
- 1969年 - 片平キャンパスから青葉山キャンパスへ移転を完了する。
- 1984年 - 情報工学科を設置。
- 1986年 - 金属材料工学科を材料物性工学科に、金属加工学科を材料加工学科に改称。
- 1988年 - 応用化学科を分子化学工学科に、化学工学科を生物化学工学科に改称。
- 1991年 - 機械工学科、機械工学第二学科、精密工学科を機械知能工学科、機械電子工学科、機械航空工学科にそれぞれ改称。
- 1996年 - 資源工学科を地球工学科、原子核工学科を量子エネルギー工学科に改称。
- 2004年 - 工学部17学科を再編し、機械知能・航空工学科、電気情報・物理工学科、化学・バイオ工学科、材料科学総合学科、建築・社会環境工学科の5学科となる。
- 2007年 - 電気情報・物理工学科を情報知能システム総合学科に改称。
- 2015年 - 情報知能システム総合学科を電気情報物理工学科に改称。
- 2019年 - 工学部創立100周年。

### 大学院
- 1953年 - 工学研究科を設置し，以下の7専攻が発足する。
  - 機械工学専攻
  - 精密工学専攻
  - 電気及通信工学専攻
  - 応用化学専攻
  - 金属工学専攻
  - 鉱山工学専攻
  - 建設工学専攻
- 1958年 - 原子核工学専攻を設置。
- 1962年 - 電子工学専攻を設置。
- 1963年 -
  - 土木工学専攻を設置。
  - 建設工学専攻を建築学専攻に改称。
- 1964年 - 金属材料工学専攻を設置。
- 1965年 - 機械工学第二専攻、化学工学専攻を設置。
- 1966年 - 鉱山工学専攻を資源工学専攻に改称。
- 1967年 - 応用物理学専攻を設置。
- 1969年 - 金属加工学専攻を設置。
- 1973年 - 情報工学専攻を設置。
- 1978年 - 材料化学専攻を設置。
- 1987年 - 金属材料工学専攻、金属加工学専攻を材料物性学専攻、材料加工学専攻に改組。
- 1992年 - 生物工学専攻を設置。
- 1993年 - 大学院情報科学研究科が設置され、情報工学専攻所属の研究室が同研究科に移籍する。
- 1994年-1997年 - 大学院重点化により、工学研究科・工学部内で改組が行われる。1997年に重点化完了。
  - 1994年 - 電気及通信工学専攻、電子工学専攻を電気・通信工学専攻、電子工学専攻に重点化改組。
  - 1995年 - 機械工学専攻，精密工学専攻，機械工学第二専攻を機械知能工学専攻、機械電子工学専攻、航空宇宙工学専攻に重点化改組。
  - 1996年 -
    - 原子核工学専攻を量子エネルギー工学専攻に重点化改組。
    - 資源工学専攻を地球工学専攻に重点化改組。
    - 建築学専攻を都市・建築学専攻に重点化改組。

  - 1997年 - 材料加工学専攻を材料加工プロセス学専攻に重点化改組。
- 2002年 - 技術社会システム専攻を設置。
- 2003年 -
  - バイオロボティクス専攻を設置。
  - 大学院環境科学研究科が設置される。
- 2004年 - 国立大学法人東北大学が発足し、同時に再編が行われる。
  - 機械知能工学専攻、機械電子工学専攻、航空宇宙工学専攻を機械システムデザイン工学専攻、ナノメカニクス専攻、航空宇宙工学専攻に改組。
  - バイオ工学専攻を設置。
  - 材料系専攻を金属フロンティア工学専攻、知能デバイス材料学専攻、材料システム工学専攻に改組。
- 2012年 - 電気・通信工学専攻を電気エネルギーシステム専攻と通信工学専攻に改組。
- 2016年 - 機械システムデザイン工学専攻を機械機能創成専攻に、ナノメカニクス専攻をファインメカニクス専攻に、バイオロボティクス専攻をロボティクス専攻にそれぞれ改組。

## 組織

### 大学院工学研究科
- 機械機能創成専攻
- ファインメカニクス専攻
- ロボティクス専攻
- 航空宇宙工学専攻
- 量子エネルギー工学専攻
- 電気エネルギーシステム専攻
- 通信工学専攻
- 電子工学専攻
- 応用物理学専攻
- 応用化学専攻
- 化学工学専攻
- バイオ工学専攻
- 金属フロンティア工学専攻
- 知能デバイス材料学専攻
- 材料システム工学専攻
- 土木工学専攻
- 都市・建築学専攻
- 技術社会システム専攻

### 工学部
- 機械知能・航空工学科
  - 機械システムコース
  - ファインメカニクスコース
  - ロボティクスコース
  - 航空宇宙コース
  - 量子サイエンスコース
  - エネルギー環境コース
  - 機械・医工学コース
  - 国際機械工学コース
- 電気情報物理工学科
  - 電気工学コース
  - 通信工学コース
  - 電子工学コース
  - 応用物理学コース
  - 情報工学コース
  - バイオ・医工学コース
- 化学・バイオ工学科
  - 応用化学コース
  - 化学工学コース
  - バイオ工学コース
- 材料科学総合学科
  - 金属フロンティア工学コース
  - 知能デバイス材料学コース
  - 材料システム工学コース
  - 材料環境学コース
- 建築・社会環境工学科
  - 社会基盤デザインコース
  - 水環境デザインコース
  - 都市システム計画コース
  - 都市・建築デザインコース
  - 都市・建築学コース

## 著名な関係者
本校卒業生
- 宇田新太郎 - 八木・宇田アンテナ発明者。IEEEマイルストーン受賞。国立科学博物館重要科学技術史資料第00210号登録。
- 小田和正 - ミュージシャン、元オフコースリーダー。芸術選奨、文部科学大臣賞。
- 佐川眞人 - 永久磁石で磁力が最強のネオジム磁石発明者。
- 田中耕一 - ソフトレーザーによる質量分析技術の開発によりノーベル化学賞受賞[6]。
- 西澤潤一 - 半導体に関する電子工学の多大な業績によりIEEE Jun-ichi Nishizawa Medalが創設される。半導体工学分野の特許取得数世界最多である。
- 舛岡富士雄 - フラッシュメモリー発明者。
- 虫明康人 - CDMA、OFDM等スペクトラム拡散変調通信において不可欠な広周波数帯域特性のアンテナである自己補対アンテナ発明者。IEEEマイルストーン受賞。

教員
- 岡部金治郎 - 分割陽極型マグネトロンの発明者。1939年の政府選定十大発明家に選ばれる。国立科学博物館重要科学技術史資料第00006号登録。
- 八木秀次 - 八木・宇田アンテナ発明者。日本の科学技術史において電気工学とその関連分野の発展に大きく貢献した[7][8][信頼性要検証]。

## 著名な出身者

### 政治
- 森英介 - 元法務大臣、元衆議院議員森美秀の長男
- 西村英一 - 元建設大臣、元厚生大臣、元運輸省鉄道総局電気局長
- 大串正樹 - 経済産業大臣政務官、元西武文理大学准教授
- 井上義久 - 参議院議員、公明党幹事長
- 多田省吾 - 元参議院議員、元公明党参議院議員団長
- 松前達郎 - 元参議院議員、東海大学総長、元日本学生野球協会会長、元首都大学野球連盟会長
- 六角英通 - 元貴族院子爵議員、元東北大学教授
- 佐竹敬久 - 元秋田市長、元全国市長会会長、佐竹北家第21代目
- 西村節朗 - 元能代市長、元秋田県議会議長、元秋田銀行取締役
- 小座間泰蔵 - 元天童市長、元山形県土木部次長
- 石黒直次 - 元仙北市長、元横手精工工場長
- 戸田公明 - 大船渡市長、元清水建設香港営業所長
- 門馬和夫 - 南相馬市長、元南相馬市立総合病院事務部長
- 夏野元志 - 射水市長、元富山県議会議員
- 大橋健男 - 松島町長、元仙台市住環境整備課長
- 森正一 - 館山市長、元館山市議会議員
- 岡部鷹司 - 元御所浦町長、元岡部産業取締役
- 張祖恩 - 元中華民国行政院環境保護署署長、元国立成功大学工学院副院長

### 行政
- 菊地春海 - 内閣府沖縄総合事務局次長、豊田市副市長
- 松前重義 - 逓信院総裁、逓信省工務局長、衆議院議員
- 竹内芳明 - 第20代総務事務次官、総務審議官、総務省総合通信基盤局長、総務省サイバーセキュリティ統括官
- 迫久展 - 駐ギニア大使、外務省大臣官房現地職員管理官
- 戸谷一夫 - 第11代文部科学事務次官、文部科学審議官
- 岡誠一 - 文部科学省技術参事官
- 瀬山賢治 - 文部科学省国際統括官、日本ユネスコ国内委員会事務総長、東アジア共同体評議会参与
- 福島洋 - 経済産業省大臣官房技術総括・保安審議官
- 菊地身智雄 - 技監、国土交通省港湾局長、慶應義塾大学特任教授
- 竹村公太郎 - 国土交通省河川局長、リバーフロント整備センター理事長
- 谷津龍太郎 - 環境事務次官、中間貯蔵・環境安全事業社長
- 田中俊一 - 原子力規制委員会委員長、内閣官房参与、高度情報科学技術研究機構会長、日本原子力学会会長
- 豊田麻子 - 広島市副市長、総務省国際協力調査官
- 橋本宙二 - 大日本帝国海軍大佐、六興電気副社長
- 岡久雄 - 新エネルギー・産業技術総合開発機構理事長、電気学会会長、日本オペレーションズ・リサーチ学会会長
- 大堀誠一 - 最高裁判所裁判官、最高検察庁次長検事、東京地方検察庁特捜部長
- 鈴木康幸 - 消防庁消防大学校消防研究センター所長[9]

### 経済
- 小豆畑茂 - 元日立グループ最高技術責任者、元日本機械学会会長
- 飯塚久夫 - 元NECビッグローブ社長、元NTTラーニングシステムズ社長、元東京工業大学副学長
- 家城淳 - オークマ社長、元精密工学会会長
- 梅原半二 - 元豊田中央研究所所長、紫綬褒章
- 大内厚 - 高砂熱学工業会長CEO
- 大久保謙 - 元三菱電機社長、元日本電機工業会会長、元日本兵器工業会会長、元日本電子機械工業会会長
- 大滝令嗣 - 元マーサー・ヒューマン・リソース・コンサルティング日本法人会長兼アジア地域代表、早稲田大学教授
- 大西利美 - 元日野自動車工業会長、元愛知製鋼会長、元トヨタ自動車副社長
- 大橋正昭 - 元愛知製鋼社長、元日本金属学会会長、元ファインセラミックスセンター理事長、元学校法人名城大学理事長
- 緒方研二 - 元NEC副社長、元テレビジョン学会会長、元電子通信学会会長、緒方竹虎の子
- 緒川修治 - PDエアロスペース創業者・代表取締役
- 小川恭範 - セイコーエプソン社長
- 小野寺正 - 元KDDI会長兼社長、元電気通信事業者協会会長、元大和証券グループ本社取締役
- 桂田昌生 - 元東芝メディカルシステムズ社長、元日本医療機器産業連合会副会長、元保健医療福祉情報システム工業会会長
- 川本信彦 - 元本田技研工業社長
- 楠兼敬 - 元日野自動車工業会長、元トヨタ自動車副社長
- 久保田隆 - 元千代田化工建設社長、元化学工学会会長
- 倉井敏磨 - 元三菱ガス化学社長、日本無機薬品協会副会長
- 倉田主税 - 元日立製作所社長、元日本機械工業連合会会長
- 小飼雅道 - 元マツダ社長兼CEO、元日本自動車工業会副会長、広島商工会議所副会頭
- 小林正興 - テックファーム創業者・元社長、元アバントグループCIO&CTO
- 小松敏秀 - 日本郵政副社長・最高情報責任者
- 齋藤尚一 - 元トヨタ自動車工業会長、元自動車技術会会長
- 佐々木直哉 - 日立製作所技師長、元日本機械学会会長、日本計算工学会会長
- 志賀重範 - 元東芝会長、元日本電機工業会会長
- 田中孝雄 - 三井E&Sホールディングス社長
- 田辺昇一 - タナベ経営創業者・元社長
- 田村滋美 - 元東京電力会長
- 千葉光太郎 - ジャパン マリンユナイテッド社長、日本造船工業会副会長
- 豊田章一郎 - トヨタ自動車名誉会長、第8代経済団体連合会会長、元恩賜財団済生会会長、従二位桐花大綬章
- 中川彰 - 元日本車輌製造社長、元JR東海副社長
- 中鉢良治 - 元ソニー社長、産業技術総合研究所理事長
- 中西宏幸 - 元三井化学会長兼社長、元日本化学会会長
- 野嶋孝 - 元中部電力副社長、元ファインセラミックスセンター理事長、元電気学会会長
- 花岡清二 - 元セイコーエプソン社長、元中部経済連合会副会長
- 浜地昭男 - 元三菱アルミニウム社長、元日本アルミニウム協会会長
- 早坂伸夫 - キオクシアホールディングス社長兼キオクシア社長
- 原田武彦 - 元中央発條社長、元國瑞汽車総経理
- 樋口康二郎 - 東北電力社長、電気事業連合会副会長
- 深瀬鋭次郎 - 元三和エレック社長
- 前田昌彦 - トヨタ自動車副社長・最高技術責任者、8代目トヨタ・ハイラックス開発責任者
- 三浦昭 - 元三菱化学社長、元三菱化学生命科学研究所社長、元日本知的財産協会会長
- 三柴元 - ラック創業者・元社長、元ラックホールディングス会長兼社長
- 八重樫正彦 - 元日揮社長
- 八島俊章 - 元東北電力社長、元日本電気協会会長、元東北経済連合会会長
- 山内康仁 - 元アイシン精機社長、元日本鋳造工学会会長、藍綬褒章
- 山澤進 - ヤマザワ創業者・元社長、元山形商工会議所会頭
- 山田豊 - 元東洋エンジニアリング社長、元エンジニアリング振興協会理事長、元石油学会会長
- 栁川欽也 - 日鉄日新製鋼社長、元新日鐵住金副社長、元日本鉄鋼協会副会長
- 山村明義 - 東京メトロ社長
- 湯野川孝夫 - 元豊田工機社長
- 尹祐根 - ライフロボティクス創業者
- 吉川直利 - 元ジェイアールセントラルビル社長、元JR東海副社長

### 研究
- 相原利雄 - 熱工学、東北大学名誉教授、元日本伝熱学会会長
- 青木俊明 - 都市計画学、東北大学教授
- 阿部英司 - 材料科学、東京大学教授
- 阿部博之 - 機械工学、第18代東北大学総長、全米技術アカデミー外国人会員、元日本機械学会会長、元知的財産戦略会議座長
- 荒井賢一 - 物理学、東北大学名誉教授、電磁材料研究所理事長、市村賞貢献賞
- 荒木信幸 - 熱工学、静岡大学名誉教授・元副学長、静岡理工科大学名誉学長、スズキ監査役、元日本伝熱学会会長
- 飯田嘉宏 - 熱工学、第13代横浜国立大学学長、元学校法人関東学院理事長、元日本熱物性学会会長
- 五十嵐哲 - 触媒工学、工学院大学名誉教授、元化学工学会反応工学部会長
- 井口泰孝 - 材料物理化学、東北大学名誉教授、元八戸工業高等専門学校長、元日本金属学会会長
- 井小萩利明 - 機械工学、東北大学名誉教授、元日本混相流学会会長
- 石田清仁 - 材料工学、東北大学名誉教授、元日本金属学会会長、本多記念賞
- 板谷謹悟 - 電気化学、東北大学名誉教授、紫綬褒章、仁科記念賞、市村学術賞貢献賞
- 伊藤弘昌 - 電子工学、東北大学名誉教授、元電子情報通信学会エレクトロニクスソサイエティ会長
- 井上明久 - 金属学、第20代東北大学総長、日本学士院賞、ジェームス・C・マックグラディ新材料賞
- 井上克己 - 機械工学、東北大学名誉教授、元日本機械学会機素潤滑設計部門長
- 今井勇之進 - 金属工学、東北大学名誉教授、元日本金属学会会長、文化功労者、元日本学士院会員、日本学士院賞
- 今村文彦 - 津波工学、東北大学教授、復興庁復興推進委員会委員長、元日本自然災害学会会長
- 岩崎俊一 - 電子工学、東北大学名誉教授、文化勲章、日本学士院会員、日本学士院賞、ベンジャミン・フランクリン・メダル
- 岩崎信 - 教育工学、東北大学教授
- 岩渕明 - 機械工学、元岩手大学学長、元日本機械学会副会長
- 上田整 - 機械工学、大阪工業大学教授
- 鵜飼孝博 - 航空機械工学、大阪工業大学准教授
- 宇田新太郎 - 無線工学、東北大学名誉教授、帝国学士院賞
- 内田龍男 - 電子工学、東北大学名誉教授、元仙台高等専門学校長、元日本液晶学会会長、元映像情報メディア学会会長、日本学士院賞
- 梅津理恵 - 金属工学、東北大学教授、猿橋賞
- 梅原徳次 - 機械工学、名古屋大学教授、元日本トライボロジー学会副会長
- 江刺正喜 - 電子工学、東北大学教授、紫綬褒章、IEEE ジュンイチ・ニシザワメダル、IEEEアンドルー・グローヴ賞
- 枝松圭一 - 物理学、東北大学名誉教授
- 江村超 - ロボット工学、東北大学名誉教授、日本機械学会賞
- 及川洪 - 材料物性学、東北大学名誉教授、元産業技術短期大学学長、元日本金属学会会長
- 大里延康 - 情報工学、元大阪工業大学教授
- 大谷茂盛 - 化学工学、第16代東北大学総長、元化学工学会会長、元日本伝熱学会会長
- 岡田益男 - 金属工学、元東北大学副学長、元八戸工業高等専門学校長、元日本金属学会副会長
- 岡田實 - 金属工学、元大阪大学総長、元溶接学会会長、元大阪府教育委員会委員長
- 岡部金治郎 - 電子工学、大阪大学名誉教授、文化勲章、帝国学士院恩賜賞、朝日賞
- 尾坂芳夫 - 土木工学、東北大学名誉教授、元土木学会副会長
- 加藤康司 - 機械工学、東北大学名誉教授、スウェーデン王立科学アカデミー外国会員、日本学士院賞
- 金井浩 - 電子工学、東北大学教授、日本IBM科学賞
- 菊池喜充 - 電子工学、東北大学名誉教授、元東北工業大学学長、紫綬褒章
- 北川尚美 - 化学工学、東北大学教授、日本学術会議会員、文部科学大臣賞
- 城戸健一 - 音響工学、東北大学名誉教授、元日本音響学会会長
- 木村晃彦 - 材料工学、京都大学名誉教授、元京都大学エネルギー理工学研究所副所長
- 木村瑞雄 - 電気工学、元東北大学教授、元東北工業大学学長
- 喜安善市 - 電子工学、元東北大学教授、元電子通信学会副会長、紫綬褒章、大川賞、C&C賞
- 小出裕章 - 原子力工学、元京都大学助教
- 越村俊一 - 土木工学、東北大学教授、日本オープンイノベーション大賞総務大臣賞
- 小林清志 - 機械工学、元東北大学教授、元豊田工業大学学長、元日本伝熱学会会長、元日本熱物性研究会会長
- 小林正治 - 天然物化学、大阪工業大学准教授
- 小林陵二 - 機械工学、東北大学名誉教授、元石巻専修大学学長
- 小林秀昭 - 機械工学、東北大学教授、元日本燃焼学会会長、元国際燃焼学会副会長、文部科学大臣表彰科学技術賞
- 小森彰夫 - 核融合、自然科学研究機構長、元核融合科学研究所所長、元プラズマ・核融合学会会長
- 蔡安邦 - 物理学、元東北大学教授、元中央研究院院士、紫綬褒章
- 斎藤正三郎 - 化学、東北大学名誉教授、元宮城工業高等専門学校長、元国立工業高等専門学校協会会長、元化学工学会会長
- 齋藤進六 - 材料工学、元東京工業大学学長、元長岡技術科学大学学長、元日本セラミックス協会会長、紫綬褒章
- 齊藤保典 - 計測工学、信州大学名誉教授
- 酒井高男 - 機械工学、東北大学名誉教授
- 酒井英行 - 物理学、東京大学名誉教授
- 坂真澄 - 機械工学、東北大学名誉教授、元日本機械学会副会長、元日本非破壊検査協会会長
- 佐川眞人 - 金属工学、インターメタリックス社長、エリザベス女王工学賞、朝日賞、日本国際賞、ネオジム磁石発明者
- 佐久間健人 - 材料科学、東京大学名誉教授、元高知工科大学学長、元日本金属学会会長
- 佐々木茂美 - 気研究、電気通信大学名誉教授、元日本サイ科学会会長
- 佐々木哲夫 - 神学、東北学院大学名誉教授、学校法人東北学院院長・理事長
- 佐々木裕次 - 物理学、東京大学教授、日本IBM科学賞
- 佐藤利三郎 - 通信工学、東北大学名誉教授
- 佐藤知雄 - 金属工学、東北大学名誉教授、元名古屋工業大学学長、元日本金属学会会長、日本学士院賞
- 佐野雅己 - 物理学、東京大学名誉教授、上海交通大学教授
- 塩見淳一郎 - 熱工学、東京大学教授、日本学術振興会賞
- 篠崎平馬 - 化学工学、元山形大学学長
- 清水洋 - 音響工学、東北大学名誉教授、元日本音響学会副会長
- 庄子哲雄 - 材料工学、東北大学名誉教授、元マサチューセッツ工科大学客員教授、元日本学術会議会員
- 菅井秀郎 - 電気工学、名古屋大学教授
- 鈴木基行 - 土木工学、東北大学名誉教授、元コスモシステム技術顧問、元オリエンタル白石技術顧問、土木学会田中賞
- 鈴木基之 - 情報工学、大阪工業大学教授
- 関口春次郎 - 金属工学、名古屋大学名誉教授、元溶接学会会長、日本学士院賞
- 實吉純一 - 電気工学、第9代東京工業大学学長、元日本音響学会会長、NHK放送文化賞、電気学会功績賞
- 滝澤博胤 - 無機材料化学、東北大学副学長、元日本電磁波エネルギー応用学会理事長
- 谷順二 - 機械工学、東北大学名誉教授、元日本AEM学会副会長
- 武山斌郎 - 機械工学、東北大学名誉教授、元日本伝熱学会会長
- 田中耕一 - 化学、島津製作所シニアフェロー、ノーベル化学賞、文化勲章、日本学士院会員
- 田中真美 - 医療福祉工学、東北大学教授、日本学術会議会員、日本学術振興会賞
- 玉手統 - 機械工学、東北大学名誉教授、元八戸工業高等専門学校長
- 坪内為雄 - 機械工学、東北大学名誉教授、元日本伝熱研究会会長、元日本機械学会副会長
- 徳永幸之 - 交通計画学、元宮城大学理事・副学長
- 鳥山四男 - 電気工学、武蔵工業大学名誉教授、元日本学士院会員
- 永井健一 - 機械工学、群馬大学名誉教授、元日本機械学会機械力学・計測制御部門長
- 永井健三 - 通信工学、元東北大学教授、元日本学士院会員、紫綬褒章
- 永島晃 - 制御工学、慶應義塾大学ハプティクス研究センター副センター長、元計測自動制御学会会長
- 中嶋英雄 - 金属工学、大阪大学名誉教授、若狭湾エネルギー研究センター所長、紫綬褒章
- 中曽根祐司 - 機械工学、東京理科大学名誉教授、元日本ばね学会会長
- 中塚勝人 - 資源開発工学、東北大学名誉教授・元副総長、元物理探査学会副会長、元日本工学教育協会副会長
- 中西八郎 - 材料工学、東北大学名誉教授、科学技術庁長官賞
- 中村僖良 - 電子工学、東北大学名誉教授、元電子情報通信学会基礎・境界ソサイエティ会長
- 中村維男 - 計算機アーキテクチャー、東北大学名誉教授
- 中村慶久 - 電子工学、東北大学名誉教授、元岩手県立大学学長、元映像情報メディア学会会長、元公立大学協会副会長
- 成瀬政男 - 機械工学、東北大学名誉教授、元職業訓練大学校校長、日本学士院賞
- 南部健一 - 機械工学、東北大学名誉教授、紫綬褒章、ボルツマン方程式の解法を世界で初めて発見
- 西澤潤一 - 電子工学、第17代東北大学総長、文化勲章、日本学士院会員、日本学士院賞、エジソンメダル
- 西澤泰二 - 金属工学、東北大学名誉教授、元日本金属学会会長、元日本鉄鋼協会副会長
- 西関隆夫 - 離散数学、グラフ理論、東北大学名誉教授
- 布村泰浩 - 情報工学、大阪工業大学准教授
- 沼知福三郎 - 流体力学、元東北帝国大学教授、日本学士院賞、文化功労者
- 根本實 - 材料工学、九州大学名誉教授、元久留米工業大学学長、元日本金属学会副会長、元日本鉄鋼協会副会長
- 野口正一 - 情報工学、東北大学名誉教授、元会津大学学長、元情報処理学会会長
- 長谷川史彦 - 材料工学、界面化学、独立行政法人製品評価技術基盤機構理事長、東北大学名誉教授[10]
- 花田修治 - 金属材料学、東北大学名誉教授、本多記念会理事長、元日本金属学会副会長
- 林為人 - 地球科学、京都大学教授
- 林茂助 - 化学、東京工業大学名誉教授、元鶴岡工業高等専門学校長
- 早坂寿雄 - 電気音響学、元電気通信研究所長、元日本音響学会会長
- 飛ヶ谷潤一郎 - 建築史、東北大学准教授
- 福士謙介 - 土木工学、東京大学未来ビジョン研究センター長・教授、日越大学副学長、国連大学客員教授
- 福永俊晴 - 金属工学、京都大学名誉教授、元京都大学原子炉実験所副所長
- 藤田豊久 - 資源開発工学、東京大学名誉教授、広西大学教授、元環境資源工学会会長
- 星宮望 - 電子工学、東北大学名誉教授、元東北学院大学学長、元学校法人東北学院院長
- 本間基文 - 金属工学、東北大学名誉教授、元東北職業能力開発大学校長、元日本金属学会会長
- 前田四郎 - 化学工学、第15代東北大学総長、元化学工学会会長
- 舛岡富士雄 - 電子工学、東北大学名誉教授、文化功労者、紫綬褒章、IEEEモーリス・N・リーブマン記念賞
- 増本健 - 金属工学、東北大学名誉教授、元電気磁気材料研究所理事長、文化功労者、日本学士院賞、紫綬褒章、山崎貞一賞
- 増本剛 - 金属工学、元東北大学教授、元電気磁気材料研究所理事長、日本金属学会功績賞
- マフムード・ニリ・アフマダバディ - 金属工学、元テヘラン大学学長、元イラン冶金・材料工学学会会長
- 圓山重直 - 機械工学、東北大学名誉教授、八戸工業高等専門学校長、元日本伝熱学会副会長、紫綬褒章
- 三木鉄夫 - 機械工学、大阪帝国大学工学部航空学科創設者、大阪府立大学・大阪工業大学名誉教授
- 宮﨑亨 - 金属工学、名古屋工業大学名誉教授・元副学長、元日本金属学会会長
- 宮下徳治 - 材料工学、東北大学名誉教授、元高分子学会副会長、紫綬褒章
- 三浦種敏 - 音響工学、元東京電機大学教授、元日本音響学会会長
- 宮城光信 - 電気工学、東北大学名誉教授、元仙台高等専門学校長、元東北工業大学学長、元宮城学院理事長
- 宮﨑照宣 - 応用物理学、東北大学名誉教授、朝日賞、オリバー・E・バックリー凝縮系賞
- 虫明康人 - 通信工学、東北大学名誉教授、元東北工業大学学長、IEEEマイルストーン、紫綬褒章
- 武藤泉 - 金属工学、東北大学教授、日本鉄鋼協会学術記念賞
- 森一生 - 医用工学、東北大学名誉教授、紫綬褒章
- 森治嗣 - 原子力工学、元北海道大学教授、元日本原子力学会副会長、元日本混相流学会会長、元日本伝熱学会副会長
- 八木絵香 - 心理学、大阪大学教授
- 柳澤榮司 - 土木工学、東北大学名誉教授、元八戸工業高等専門学校長
- 山口勉功 - 金属工学、早稲田大学教授、東京大学客員教授
- 山沢清人 - 電気工学、元信州大学学長、元長野県立大学評価委員会委員長、元高等教育コンソーシアム信州会長
- 山名元 - 化学工学、京都大学名誉教授、原子力損害賠償・廃炉等支援機構理事長、元国際廃炉研究開発機構理事長
- 横山亨 - 金属工学、第9代横浜国立大学学長
- 横堀壽光 - 材料強度学、東北大学名誉教授、元日本材料強度学会副会長、日本学士院賞
- 吉田恒昭 - 土木工学、東京大学名誉教授、アジア・太平洋賞特別賞
- 米本浩一 - 航空宇宙工学、九州工業大学名誉教授、SPACE WALKER創業者・最高技術責任者
- 早稲田嘉夫 - 材料工学、東北大学名誉教授・元副総長、元ペンシルベニア大学客員教授、元日本金属学会会長、紫綬褒章

### 建築、技術
- 小野田泰明 - 建築学、東北大学教授、日本建築学会賞作品賞
- 阿部仁史 - 建築家、カリフォルニア大学ロサンゼルス校教授、日本建築学会賞作品賞、吉岡賞
- 重倉祐光 - 建築学、東京理科大学名誉教授、元諏訪東京理科大学学長、藍綬褒章
- 地主道夫 - 建築家、日本建築学会賞
- 外山義 - 建築学、元京都大学教授、日本建築学会奨励賞
- 藤森照信 - 建築学、東京大学名誉教授、東京都江戸東京博物館館長、日本建築学会賞作品賞、サントリー学芸賞
- 大竹康市 - 建築家、日本建築学会賞、芸術選奨文部大臣新人賞
- 髙橋一平 - 建築家、吉岡賞
- 手島浩之 - 建築家、グッドデザイン賞
- 江本正和 - 建築家、松田平田設計取締役
- 丸田絢子 - 建築家、JCDデザインアワード銀賞
- 渡部和生 - 建築家、日本大学特任教授、日本建築学会賞
- 飯淵康一 - 建築史、日本建築学会賞論文賞
- 三神泉 - 技術者、三菱電機通信機製作所副所長、すばる望遠鏡共同開発者、恩賜発明賞
- 小山悌 - 航空機技術者、元中島飛行機取締役技師長
- 二宮康明 - 紙飛行機設計者、日本紙飛行機協会会長、国際航空連盟ポール・ティサンディエ・ディプロマ賞、吉川英治文化賞
- 吉泉聡 - デザイナー、TAKT PROJECT代表、グッドデザイン賞審査委員

### 文化
- 小田和正 - ミュージシャン、元オフコースリーダー、芸術選奨文部科学大臣賞
- ペンション佐々木 - ミュージシャン、元ニホンジンメンバー
- 八嶋博人 - ヴァイオリニスト、ハノーファー北ドイツ放送フィルハーモニー管弦楽団第1ヴァイオリニスト
- 瀬川コウ - 推理作家、スマホ小説大賞新潮文庫賞
- 伊藤条太 - 卓球コラムニスト
- 石川芳雲 - 書家、日本書道学院学院長

### その他
- 熊倉悟 - NHKアナウンサー
- 若林美保 - AV女優、ストリッパー、舞台女優

## 博士号取得者
- 植之原道行 - 元NEC副社長、元電子情報通信学会副会長
- 上坂吉則 - 情報工学、東京理科大学名誉教授、元山梨英和大学副学長、元視聴覚情報研究会会長
- 齋藤文良 - 化学工学、東北大学名誉教授、元粉体工学会副会長
- 嶋本薫 - 通信工学、早稲田大学教授、元スタンフォード大学客員教授
- 須永宏 - 情報工学、元大阪工業大学教授
- 多田順次 - 電気通信工学、元東北大学電気通信研究所特任教授
- 張聯盟 - 材料工学、元武漢理工大学副学長、中国工程院院士、元中国セラミック学会副理事長
- 塙隆夫 - 生体材料学、東京医科歯科大学教授、元日本バイオマテリアル学会会長、元日本歯科理工学会理事長
- 宮内靖昌 - 建築工学、大阪工業大学教授